# Ànima
|  | Per a altres significats, vegeu «Ànima (desambiguació)». |

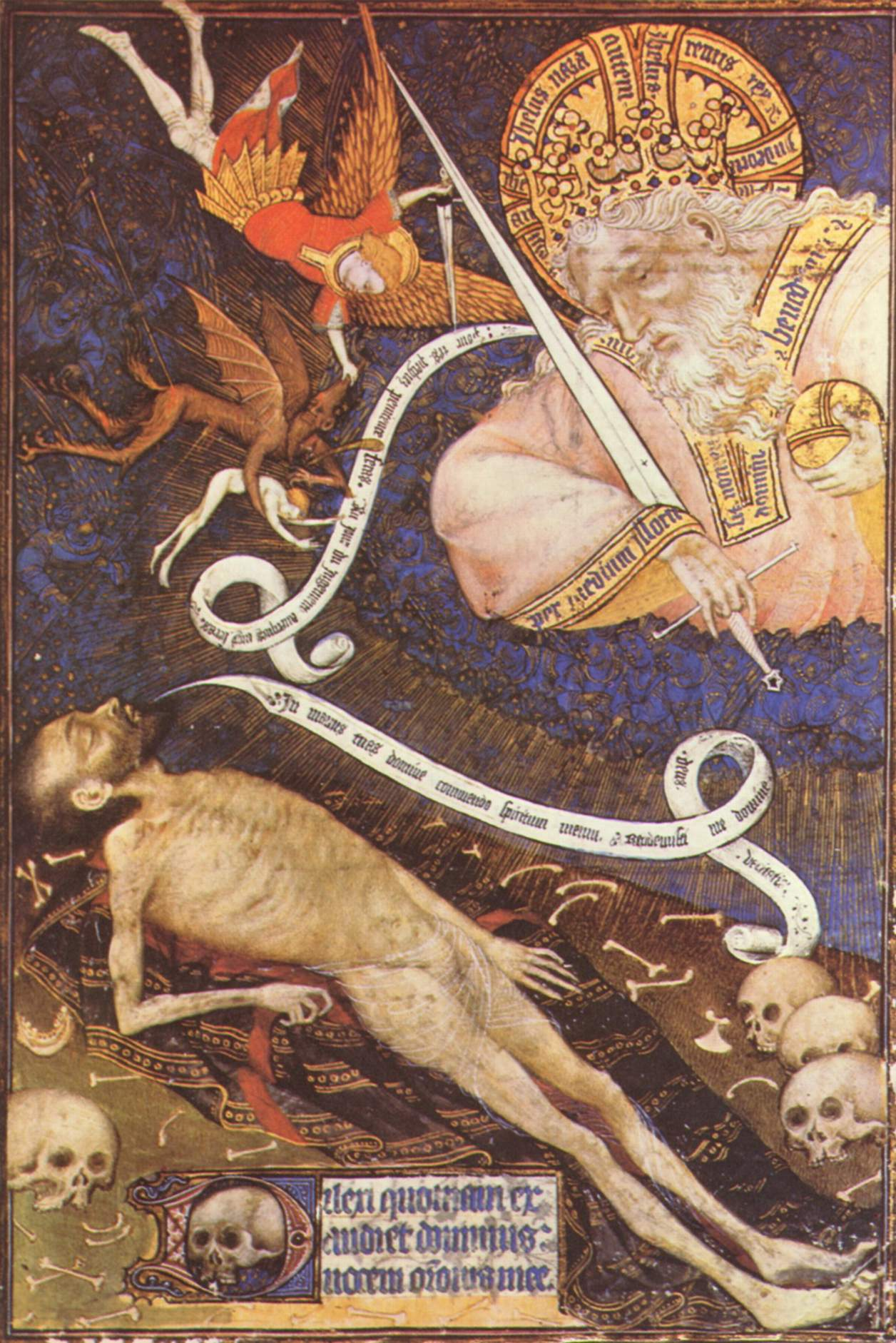
Una pintura on Déu observa la lluita entre un àngel i un dimoni per una ànima humana.

En moltes religions i escoles filosòfiques, l'ànima és la part immaterial o espiritual d'un ésser viu, sovint considerada com a eterna. Es creu, en general, que està constituïda per la consciència i la personalitat de l'ésser, i pot ser sinònim d'esperit, de ment o d'un mateix. A la teologia, l'ànima sovint es creu que viu en la persona després de la mort, i algunes religions postulen que Déu crea ànimes. En algunes cultures són éssers vius no humans, objectes inanimats i, a vegades, es diu de les ànimes una creença coneguda com l'animisme.
L'ànima i l'esperit són termes que s'usen indistintament, encara que el primer es pot considerar com un aspecte de la persona més mundà i menys transcendent que l'últim. Les paraules ànima i psique poden ser tractades com a sinònimes, encara que psique té connotacions relativament més físiques, mentre que ànima està connectada més de prop a la metafísica i la religió.
L'ànima, segons algunes tradicions religioses i filosòfiques, és el principi espiritual i immaterial que forma part de l'ésser humà, separat del cos, i que el diferencia d'altres éssers, tot i que algunes escoles creuen que l'ànima és un principi vital i, per tant, pertany també als animals i les plantes. En general, l'ànima es concep com un principi intern, vital i espiritual, font de totes les funcions físiques i, en concret, de les activitats mentals.
A vegades s'ha usat com a sinònim de consciència o ment i sovint té connotacions religioses, afirmant que l'ànima va ser donada a l'home pels déus i, per tant, és immortal. Per això, l'ànima va lligada a un sentit de transcendència a totes les cultures conegudes, ja que tenen la creença que pot existir independentment del cos. A moltes cultures contemporànies de tradició oral, es diu que els éssers humans tenen diverses ànimes (de vegades, fins a set) localitzades a diferents parts del cos, cadascuna amb diferents funcions. Així, la malaltia és descrita sovint com la pèrdua de l'ànima, el que pot passar, per exemple, quan les bruixes roben l'ànima o els esperits del mal la segresten.
També hi ha filòsofs que consideren que l'ànima no existeix, i que, per tant, la ment formaria part del cos, i no d'una ànima immaterial.
En el transcurs de la història, el concepte "ànima" passa per diversos intents d'explicació. Des del dualisme de l'idealisme filosòfic i de la gnosi, a la interpretació existencialista d'un tot amb dos aspectes específics que són: el material i l'immaterial.

## L'ànima a la Bíblia
La seva visió antropològica usa termes traduïts per esperit (rúaħ ,רוּחַ), ànima (nèfeix ,נֶפֶשׁ), cos (bassar ,בָּשָׂר). Aquests conceptes, si reben una mateixa traducció d'ànima i cos, en realitat no corresponen als conceptes de la filosofia grega que ha heretat bona part del cristianisme actual. Mentre la filosofia grega se situa a nivell d'"essències", l'antropologia bíblica té totes les característiques d'"existencialisme".
- La rúaħ (רוּחַ)[a] que és "vent" "esperit" en hebreu, en relació amb l'antropologia és l'alè [de vida], l'alè de la divinitat mateixa: quan Jahvè va bufar sobre l'home el seu buf de Vida (Gènesi 2:7), aquest es va convertir en ésser vivent. L'home viu mentre Jahvè no li retira la seva rúaħ (רוּחַ). (Job 27,3). El terme marca fortament la relació entre criatura i creador, la dependència absoluta d'ella vers Ell. La Ruaħ (רוּחַ) rep altres sentits a la Bíblia segons els contextos.
- La nèfeix (נֶפֶשׁ)[b] significa "coll", "goles" (2 Samuel 16:14), "el que respira" (Job 41:13, 20, 21). Nèfeix ve d'una arrel, נָפַשׁ, que significa "respirar", i en un sentit literal es podria traduir com "un respirador". Exactament la mateixa expressió hebrea que s'usa per a la creació animal, a saber nèfeix ħaiià (נֶפֶשׁ הַחַיָּה,נֶפֶשׁ חַיָּה, ànima vivent), s'aplica a Adam quan es diu que després que Déu va formar l'home de la pols del terra i va bufar als seus narius l'alè de vida, "l'home ve a ser ànima vivent" (Gè 2:7.). En les instruccions que Déu va donar a l'home després de crear-lo, va utilitzar de nou el terme nèfeix (נֶפֶשׁ) per referir-se a la creació animal: "Tot el que es mou sobre la terra que hi ha vida com a ànima [literalment, en el qual hi ha ànima vivent (nèfeix)]" (Gènesi 1:30: נֶפֶשׁ חַיָּה). De vegades la paraula nèfeix (נֶפֶשׁ) s'utilitza per expressar el desig de l'individu, que l'omple i després l'empeny a aconseguir la seva meta. Proverbis 13:2 diu sobre els que tracten amb traïdoria que 'la seva pròpia ànima és violència ' és a dir, que són partidaris acèrrims de la violència, i arriben a ser en realitat la violència personificada de manera que ha de veure també amb la interacció entre la ment i personalitat activa d'un individu, a saber: "la vida" (1 Samuel 26:21). A més, segons el registre de Gènesi 9:4 diu que la sang és Ànima i Levític 17:11 diu que a la Sang es troba l'Ànima, a causa del fet que cada cèl·lula viva que compon la sang està capacitada per a moure's per si mateix, diferenciant els éssers animals dels vegetals que no tenen sang ni cèl·lules relacionables amb ella; la sang que el seu moviment cel·lular permet la circumvolució de la respiració mostra la seva característica distintiva de la vida animal. La paraula nèfeix (נֶפֶשׁ) apareix un total de 754 vegades en les Escriptures Hebrees (Gènesi a Malaquies) i el seu equivalent grec psykhḗ (ψυχή) 105 vegades en les Escriptures Gregues (Mateu a Revelació) i mai està associada a la immortalitat que li donen alguns corrents religiosos, filosòfics o d'una altra índole. Però molt notablement, hi ha centenars de textos bíblics que l'associen amb la mort, de fet, hi ha 13 textos on s'esmenta com a "nèfeix morta" (ànima morta).[6] I no tenen a veure psykhḗ (ψυχή) i la paraula en llatí ănĭma (paraules que es relacionen amb el terme "animal",[7] fent lògica l'expressió " animal racional" per a l'ésser humà) amb la paraula esperit (g. pnéuma, τὸ πνεῦμα). Així que l'Ànima es defineix per la interacció inseparable de 3 moviments en la matèria viva que l'integren: La Ment/Cor (principi psicològic conscient-inconscient del Jo mateix [moviment pneumàtic]), la Sang (principi del cos animal o carnal [moviment limfàtic]) i la Vida (principi de l'activitat-hàbit [moviment dinàmic]). Sense aquests tres, l'ànima és morta.[8] D'aquesta interpretació neix la importància de valorar tant l'ànima humana[9] com l'ànima d'una bèstia.[10] Reforçant la valoració ètica des de la part més delicada de l'ànima (ment/cor)[11][12] fins a la part més resistent d'ella (la vida).[13]
- El bassar (בָּשָׂר, carn)[c] és un concepte que no s'oposa a rúaħ (רוּחַ, bufada) però es juxtaposen. Una traducció acceptable seria la "meva persona", que es pot tocar, experimentar. Quan Pau diu: "Els vostres cossos són el temple de l'Esperit (en gr. pnéuma, τὸ πνεῦμα)...(1 Cor 6,19) " o bé "Vosaltres sou el temple... (1 Cor, 3-17) " ressalta l'aspecte experimentable del concepte.

L'ensenyament de l'ànima invisible i immortal que han adoptat les principals corrents del cristianisme té el seu origen en el pare de la teologia cristiana, Orígens, un filòsof platònic de l'escola d'Alexandria. Ell va convertir aquesta creença en dogma cristià, el qual va prendre de
Plató. El clergue anglicà Philip E. Hughes va admetre: "Sostenir que només l'ànima humana és immortal per naturalesa seria adoptar una postura que no compta amb cap suport en l'ensenyament de les Escriptures".

## Cristianisme

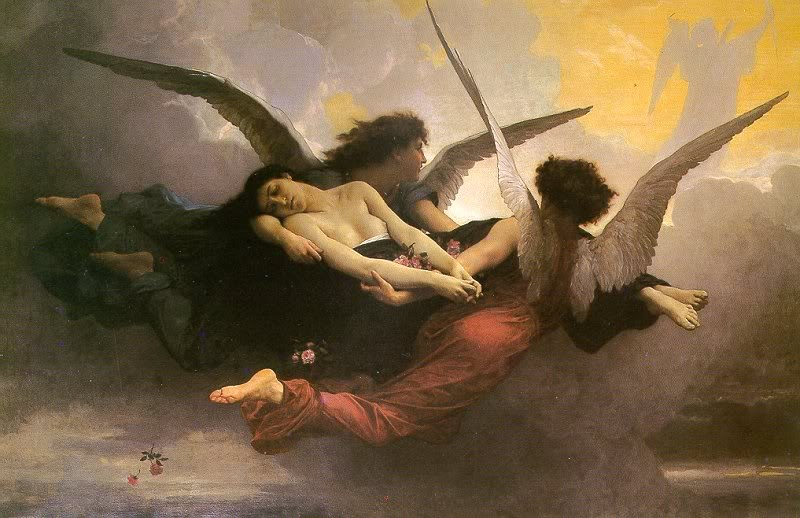
Ànima portada al cel per dos àngels. Representació de la tradició cristiana.

Segons l'escatologia cristiana, quan la gent mor, la seva ànima serà jutjada per Déu i decidida a anar al cel o a l'infern esperant la resurrecció. Les branques més antigues existents del cristianisme, l'església catòlica, l'església Ortodoxa i les orientals, s'adhereixen a aquesta visió, així com moltes denominacions protestants. Alguns cristians protestants entenen l'ànima com a "vida" i creuen que els morts no tenen existència conscient fins després de la resurrecció (condicionalisme cristià). Alguns cristians protestants creuen que les ànimes i els cossos dels injustos seran destruïts a l'infern en lloc de patir eternament. (anihilacionisme) Els creients heretaran la vida eterna ja sigui al Cel o en un Regne de Déu a la terra, i gaudiran de la comunió eterna amb Déu. Altres cristians rebutgen el càstig de l'ànima.

### El magisteri catòlic
Les definicions dogmàtiques del Magisteri de l'església Catòlica tracten principalment de les relacions entre ànima i cos:
Les principals:
- L'home té una sola ànima (ψυχή).[17][d]
- L'ànima (ànima intel·lectiva) existeix en cada home com a individualment diferent i és immortal en aquesta diversitat individual.[18]
- L'ànima (ànima intel·lectiva) és forma corporis per si mateixa.[19]
- Del Papa Joan XXII: L'ànima pot tenir la visió plena de Déu, només després de la mort.[20]
- L'ànima és creada i infosa immediatament per Déu en el moment de la concepció.[21][22]
- L'ànima no pertany a la substància divina.[23]
- L'ànima no porta una existència precorporal.[24]
- L'ànima no té un origen material.[25]
- Ella constitueix el principi vital de l'home.[26]
- És superior al cos.[27]
- La seva espiritualitat pot ser demostrada.[28]

El Concili Vaticà II supera l'esquema ànima-cos i parla de persona.
"L'home és un en cos i ànima i transcendeix en la seva interioritat la totalitat de les coses... ".
El Papa Joan Pau II en locució dominical, publicada a L'Osservatore Romano (14/01/1990), va dir que "els animals tenen un buf vital rebut de Déu", citant els Salms 103 i 104, sent-los reconeguda, per tant, lànima sensitiva' (grec 'pneuma', buf, aïri), sense oblidar que el vocable 'animal' prové del llatí 'anima' (ànima). "Els animals tenen una ànima i els éssers humans han d'estimar i sentir-se solidaris amb els nostres germans menors".

### Iconografia
Els primitius cristians van representar als seus monuments l'ànima humana lliure de les traves de la carn i dirigint-se a la pàtria celestial per mitjà de les següents figures simbòliques:
1. Un cavall corrent com per aconseguir el premi en els jocs del circ.
2. Una nau vogant amb les veles desplegades cap a un far o arribant al port.
3. Un be o una ovella sola o restituïda al ramat pel Bon Pastor.
4. Una colom de vegades volant, de vegades al costat d'un vas buit imatge del cos abandonat per l'esperit i altres vegades posada en un florit jardí representació del Paradís.
5. Una dona sortint d'un cos inanimat.

## Cultura occidental

### Plató

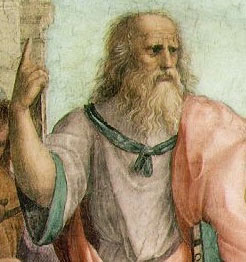
Plató; detall de L'escola d'Atenes, per Rafael

Plató creia que l'ànima era l'essència autèntica de l'ésser humà; considerava l'ànima com la dimensió més important de l'ésser humà. De vegades parla d'ella com si estigués empresonada en un cos, si bé tal idea la manlleva de l'orfisme. Va ser un dels pares del dualisme i de l'idealisme en filosofia. L'ànima pertanyia al món de les idees, intel·ligible, etern i perfecte i s'encarnava en diversos cossos, recordant només en part el món del qual provenia però enyorant-lo. Per això impulsa la persona al coneixement i a la virtut, per allunyar-se de la matèria corruptible i poder ser alliberada del cos (doctrina que influencià la concepció cristiana de l'ànima).
L'ànima es divideix en tres parts, que es corresponen amb les tres classes socials dominants: una racional, una concupiscible i una irascible, fet que explica que la persona no sempre obri bé.
Segons el Timeu, l'ànima era composta de l'idèntic i el divers, substància que el demiürg va usar per crear l'ànima còsmica i els altres astres; a més, els déus inferiors van crear dues ànimes mortals: la passional, que resideix al tòrax, i l'apetitiva, que resideix a l'abdomen. Per sobre de les dues hi hauria l'ànima racional, que trobaria el seu lloc al cap. Una cosa semblant es narra en el Fedre, on s'exposa el mite dels cavalls alats: l'auriga és l'ànima racional, el cavall blanc representa la part passional i el negre la part dels apetits (sempre rebel). La tasca de l'auriga és mantenir el cavall negre al mateix galop que el blanc. En el Fedó, l'ànima és vista com una substància que busca deslligar-se dels límits i conflictes que sorgeixen des de la seva unió amb el cos, i que podrà viure de manera plena després del moment de la mort; aquest diàleg ofereix diversos arguments que busquen provar la immortalitat de l'ànima.

### Aristòtil

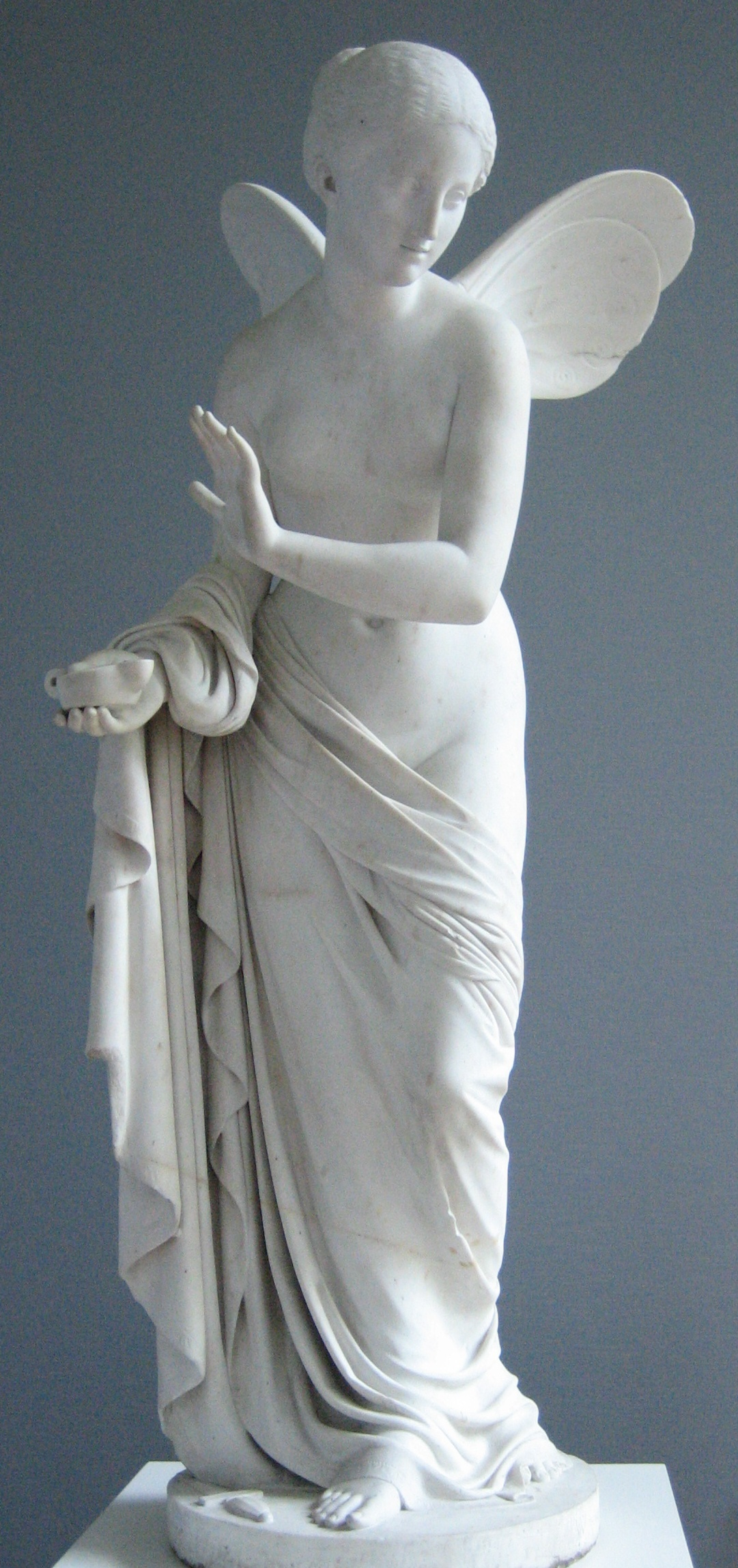
Psyche, personificació de l'ànima a la mitologia grega.

Per Aristòtil l'ànima és un principi vital que actua com a forma per a l'ésser humà, oposant-se a la matèria que seria el cos (teoria de l'hilemorfisme). També seria la realització màxima o acte de la persona, ja que el permet elevar-se i pensar. No creu, però, que l'ànima sobrevisqui al cos (semblant al que proposava Epicur, que creia que l'ànima estava formada per àtoms igual que qualsevol altra cosa). Aristòtil va definir la Psique com "determinada realització i comprensió d'allò que posseeix la possibilitat de ser realitzat" per molt temps va ser declarat enigma universal irresoluble.

### Estoïcisme
Els estoics pensaven que l'ànima s'insuflava en el cos (d'aquí les nombroses traduccions d'ànima com a sinònim de pneuma o aire) i que hi havia una ànima per a cada cosa, fins i tot per a diferents estadis d'un mateix ésser (així l'ànima de l'infant és diferent de la de l'adult). A partir d'aquests pensadors, s'assimila sovint l'ànima a esperit

### Tomàs d'Aquino
Amb Tomàs d'Aquino la reflexió antropològica (explicació de què és l'ésser humà) pren un gir més realista. Basant-se en Aristòtil més que en Plató, Tomàs d'Aquino parla de principis, ja no de realitats oposades. Per a Aristòtil, tots els éssers del món físic tenen una [matèria] (que és pura indeterminació) i una forma substancial (que és el principi determinatiu). Aquestes dues realitats són inseparables, de manera que no tenen existència independent. Diríem que es tracta de dos "aspectes" de la mateixa realitat. Tomàs d'Aquino descriu l'ésser humà com a material per una part (el seu cos) i no material per una altra (la seva ànima espiritual). L'ésser humà és immers en el material i obeeix a les seves lleis bàsiques d'espai i temps. Alhora, mostra que no és material del tot podent anar més enllà de l'espai i del temps amb la seva raó: planificar el futur o disposar els arranjaments sobre un espai existent en la seva vida diària.
Exemple: puc elaborar una agenda al matí i conceptuar com serà el menjador de la casa sense necessitat de ser present en aquell menjador.
Ànima i cos arriben a ser coprincipis en l'explicació de com és l'ésser humà. L'ésser humà és plenament corporal però té una cosa pròpia que li permet anar més enllà del corporal: la seva ànima espiritual. Tanmateix, és l'ànima la que té l'ésser en primer lloc, mentre el cos existeix quan unit a l'ànima.

### Descartes

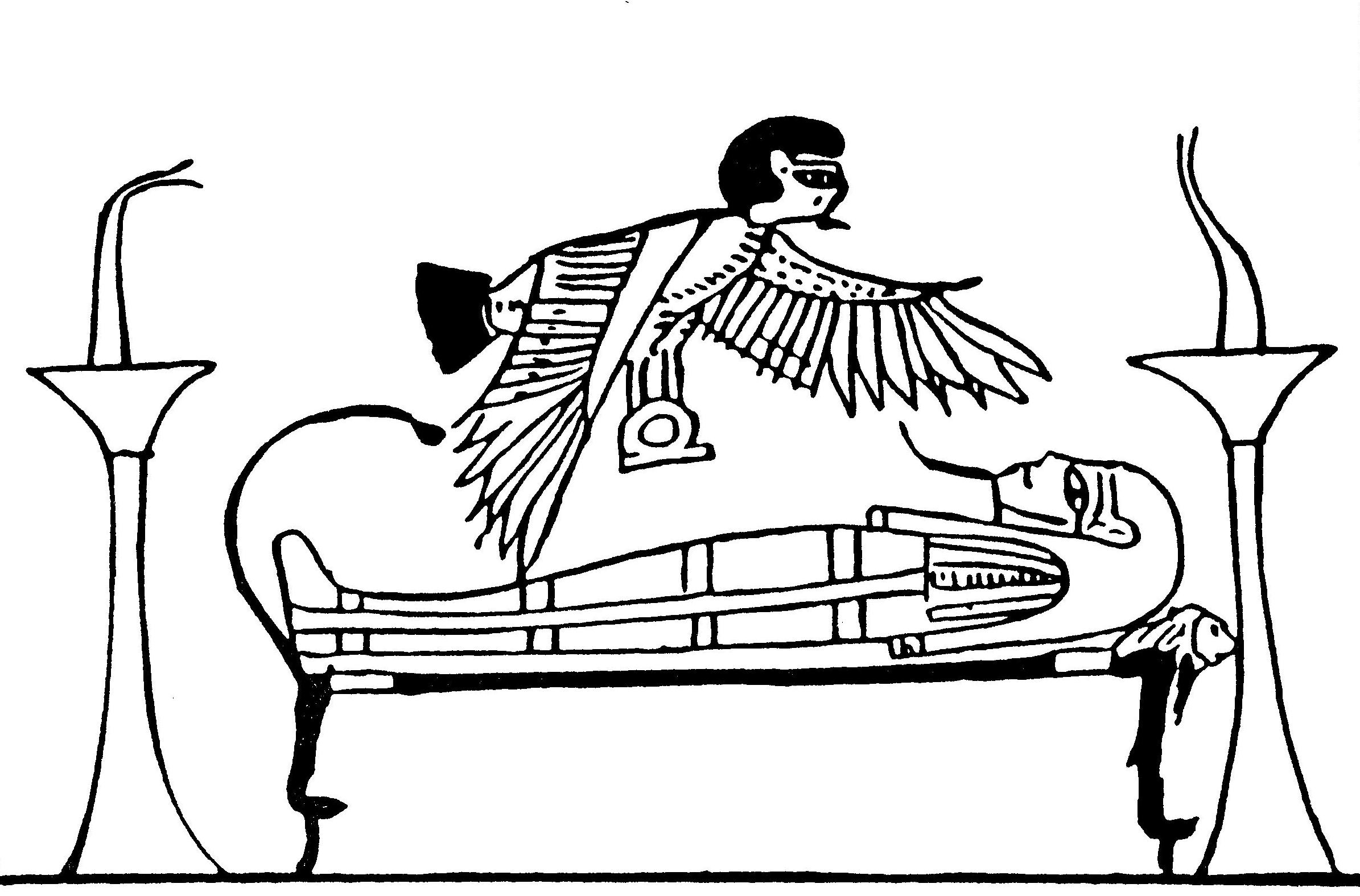
L'ànima representada al Llibre dels morts

Descartes assimila l'ànima a la ment, res cogitans, oposant-la al cos, que forma part de la res extensa com qualsevol altra entitat del món. L'ànima ha estat creada per Déu, res infinita. L'ànima és també garantia d'existència, car si sé que penso, és perquè existeixo (la famosa màxima Cogito ergo sum). Per tant, l'existència està lligada a l'autoconsciència, tota la resta es pot dubtar.

### Materialisme
La ciència moderna basada en el materialisme rebutja el concepte d'ànima perquè no és demostrable empíricament i parla de cervell i d'activitats que es relacionen amb ell. L'ànima, doncs, passa a l'àmbit de la creença o de la fe. També es considera un sinònim poètic de ment.
Solen explicar el funcionament (o la vida) del cos mitjançant la metàfora d'una màquina. Aquesta metàfora suposa igualment problemes.

### Psicologia
La psicologia moderna parla de psique o de ment en comptes d'ànima i la considera com un receptacle d'emocions i vivències, així com la font de la voluntat d'actuar.

## Altres cultures
En altres cultures com l'asiàtica, l'africana, i l'americana, trobem un concepte Ànima analògicament similar al concepte desenvolupat per les religions del grup judeocristià (incloent-hi l'islam i la filosofia europea.
L'ànima des del punt de vista vèdic o veda és El Ser, que per naturalesa és etern (sense naixement ni mort o sense principi ni final) de substància diferent a la del cos físic i que té consciència pròpia. Des d'aquest punt de vista, la ciència material o la que estudia els fenòmens físics o materials, és limitada perquè no pot estudiar fenòmens espirituals, ja que la seva naturalesa és diferent de la física. Aquest capítol del Bhagavad Gita tracta la naturalesa de l'ànima.

### Mitologia egípcia
Els antics egipcis creien que l'ànima humana estava feta de cinc parts: el ba, l'ib, el ren, el ka i el sheut, els quals amb l'akh, constituïen els elements de l'esperit humà. Amb aquest components, estava el cos o Jat (cos natural) o "Sâhu" (cos físic en forma de mòmia o cos espiritual). En aquesta cultura, es realitzaven cerimònies pels sacerdots després de la mort, amb la finalitat de restaurar les capacitats físiques d'una persona a la mort i per realitzar una afecció del Ba amb el Ka. Això permetia que el Ba i el Ka estiguessin units en el més enllà, creant l'entitat de l'Akh. Els egipcis concebien una vida futura molt similar a l'existència física normal, però amb diferències. Per ajudar els morts en el seu viatge després de la mort, es va crear el Llibre dels morts.

### Budisme
El budisme ensenya que totes les coses estan en un constant estat de canvi: tot està canviant, i no hi ha un estat permanent per si mateix. Això s'aplica tant als éssers humans com a qualsevol altra cosa existent a l'univers. Per tant, un ésser humà no té un estat permanent. D'acord amb aquesta doctrina anatta (Pali; sànscrit: anātman), les paraules "jo" o "meu" no es refereixen a qualsevol cosa fixa. Són simplement termes acordats, de conveniència, que ens permeten fer referència a una entitat sempre canviant.
La doctrina anatta no és una mena de materialisme. El budisme no nega l'existència de les entitats immaterials, i tradicionalment distingeix els estats físics dels estats mentals. Per tant, la traducció convencional d'anatta com a "no-ànima" pot generar confusió. Si la paraula "ànima" es refereix simplement a un component immaterial en els éssers vius que poden continuar existint després de la mort, llavors el budisme no nega l'existència de l'ànima. En canvi, el budisme nega l'existència d'una entitat permanent que es manté constant. Així com el cos canvia a cada moment, així mateix els pensaments van i venen. Quan el cos mor, els processos mentals incorporals segueixen existint i reneixen en un nou cos. Atès que els processos mentals estan en constant evolució, l'ésser que reneix no és ni totalment diferent, ni exactament el mateix ésser que va morir. Tanmateix, el nou ésser és continu amb el qual va morir.

## L'ús del concepte ànima en altres camps

### En la cultura popular

#### Pel·lícula21 grams
El títol de la pel·lícula ve d'un treball realitzat pel Dr. Duncan Mcdougall, que al començament del segle xx va realitzar una sèrie d'experiments per provar la pèrdua de pes provocada suposadament per la partida de l'ànima del cos, en morir. McDougall va pesar pacients moribunds i gossos que ell mateix va enverinar en intents per provar que l'ànima és tangible, material i per tant, en última instància mesurable. Aquests experiments difícilment poden considerar-se com a experiments pròpiament científics, potser anecdòtics, i malgrat que tots els resultats obtinguts en les seves experimentacions van variar considerablement de 21 grams, dins de la massa popular aquesta xifra va esdevenir sinònim de la mesura de la massa de l'ànima.

#### Els Simpson
A la sèrie de televisió Els Simpson, al final del capítol "Bart ven la seva ànima", una de les protagonistes d'aquesta sèrie, Lisa Simpson realitza la següent reflexió sobre l'ànima:
| «              | L'ànima va mes allà de la religió que professis, està formada per tot allò bo que hi ha en tu | » |
| — Lisa Simpson |                                                                                               |   |

### Altres accepcions
- El terme esperit prové del llatí «spiritus», que es tradueix literalment com a buf, aire finíssim, alè, olor... Aquest concepte pot ser interpretat com a l'ideal de la consciència com a forma suprema de l'activitat psíquica.
- Per a cada poeta té un significat particular segons la seva lliure imaginació.
- Als instruments de corda, l'ànima és una peça de fusta en forma de cilindre posada a dins de l'instrument i que millora la ressonància, transmetent les vibracions del pont al conjunt de l'instrument.
- Estructuralment cable i biga (amb perfil a I o en H), l'ànima és l'element central que assegura l'essencial de la seva resistència.
- Ànima també era la Nimfa estimada per Cupido.
- Al Carib l'ànima és el sentiment més profund que identifica un ésser vivent.